# حشره‌خوار روونزوری
 حشره‌خوار روونزوری (نام علمی: Ruwenzorisorex suncoides) نام یک گونه از زیرخانواده حشره‌خوار دندان‌سفید است.